# 糖酸

アスコルビン酸 （ビタミンC）にはカルボキシル基は無いが、共鳴構造によって比較的強い酸性を示す。

β-D-グルクロン酸

糖酸（とうさん、sugar acid）は、単糖の持つ酸素官能基の一つまたはいくつかがカルボキシ基に酸化された有機化合物である。糖酸には次の分類がある。
- アルドン酸、アルドースのアルデヒド基（ホルミル基）が酸化されたもの
- ウロン酸、アルドースの末端のヒドロキシ基が酸化されたもの
- アルダル酸、アルドースの両端が酸化されたもの

糖酸の例
- アルドン酸
  - グリセリン酸(3C)
  - キシロン酸(5C)
  - グルコン酸(6C)
  - アスコルビン酸(6C, 不飽和ラクトン)
- ウロソン酸
  - ノイラミン酸
  - 3‐デオキシ‐D‐マンノ‐オクタ‐2‐ウロソン酸
- ウロン酸
  - グルクロン酸(6C)
  - ガラクツロン酸(6C)
  - イズロン酸(6C)
- アルダル酸
  - 酒石酸(4C)
  - 粘液酸(6C)
  - サッカリン酸(6C)